# Sven Lange (Historiker)
Sven Lange (* 3. April 1967 in Bonn) ist ein Offizier des Heeres der Bundeswehr und Militärhistoriker. Von 2021 bis 2025 war er Kommandeur des Zentrums für Militärgeschichte und Sozialwissenschaften der Bundeswehr (ZMSBw) in Potsdam.

## Leben
Langes Vater war Werner Lange. Nach dem Abitur 1987 trat Lange als Offizieranwärter in die Bundeswehr ein. Er diente beim Panzerbataillon 123 in Kümmersbruck und studierte von 1990 bis 1994 auf Magister Geschichtswissenschaft (u. a. bei Eckardt Opitz) und Sozialwissenschaft an der Universität der Bundeswehr Hamburg. Danach wurde er von 1994 bis 2000 in verschiedenen Funktionen als Offizier des Truppendienstes eingesetzt, zuletzt im Panzerlehrbataillon 93 in Munster als Kompaniechef der 5. Kompanie. Von 2000 bis 2002 absolvierte er den 43. Generalstabslehrgang Heer an der Führungsakademie der Bundeswehr in Hamburg, wo er zum Offizier im Generalstabsdienst ausgebildet wurde. 2001 promovierte er mit der Dissertation Der Fahneneid. Die Geschichte der Schwurverpflichtung zum Dr. phil.
Von 2002 bis 2003 war Lange G3 Operation der Deutsch-Französischen Brigade und dabei von 2002 bis 2003 Angehöriger des SFOR-Kontingents. 2003/04 absolvierte er einen Master of Arts in National Security Affairs an der Naval Postgraduate School (NPS) in Monterey, Kalifornien. Seine Thesis (2004) Revolt against the West. A Comparison of the Boxer Rebellion of 1900–1901 and the Current War against Terror wurde durch Alice L. Miller und Donald Abenheim betreut.
2004/05 war Lange als Dezernent beim Deutschen Militärischen Vertreter im Militärausschuss der NATO und der EU/WEU, Generalleutnant Klaus Olshausen, in Brüssel eingesetzt. 2006 wurde er Adjutant des Generalinspekteurs der Bundeswehr, General Wolfgang Schneiderhan, und 2008 Special Assistant des Supreme Allied Commanders Transformation (SACT), General James N. Mattis, in Norfolk, Virginia. Von 2011 bis 2013 war er Referent im Planungsstab des Bundesministers der Verteidigung und in der Abteilung Politik des Bundesministeriums der Verteidigung (BMVg) im Referat II 2.
Im Jahr 2013 übernahm er die Leitung der Abteilung Bildung im Zentrum für Militärgeschichte und Sozialwissenschaften der Bundeswehr (ZMSBw) in Potsdam und war in dieser Funktion Mitherausgeber der Zeitschrift Militärgeschichte. Von 2015 bis 2016 war er Resident Student am United States Army War College in Carlisle, wo er einen weiteren Master-Abschluss erlangte. Im Folgenden war er von 2016 bis 2017 Leitdozent für Außen- und Sicherheitspolitik an der Führungsakademie der Bundeswehr und von 2017 bis 2021 Referatsleiter Führung Streitkräfte III 3 im Bundesministerium der Verteidigung. Im Juli 2021 wurde Lange Kommandeur des Zentrums für Militärgeschichte und Sozialwissenschaften der Bundeswehr.
Ab 1. April 2025 wird Lange im Dienstgrad Brigadegeneral der Direktor des NATO Advisory and Liaison Team (NALT) bei den Sicherheitskräften des Kosovo sein.
Langes Forschungsschwerpunkte sind die Theorie der Militärgeschichte und das Deutsche Kaiserreich.

## Schriften (Auswahl)
- Hans Delbrück und der „Strategiestreit“. Kriegführung und Kriegsgeschichte in der Kontroverse 1879–1914 (= Einzelschriften zur Militärgeschichte. Band 40). Rombach, Freiburg im Breisgau 1995, ISBN 3-7930-0771-5.
- Der Fahneneid. Die Geschichte der Schwurverpflichtung im deutschen Militär (= Schriftenreihe des Wissenschaftlichen Forums für Internationale Sicherheit. Band 19). Edition Temmen, Bremen 2002, ISBN 3-86108-365-5.
- Revolt against the West. A comparison of the current war on terror with the Boxer rebellion in 1900–01. Carola Hartmann Miles-Verlag, Berlin 2006, ISBN 978-3-937885-07-0.
- Hrsg. mit Eberhard Birk, Winfried Heinemann: Tradition für die Bundeswehr – neue Aspekte einer alten Debatte. Carola Hartmann Miles-Verlag, Berlin 2012, ISBN 978-3-937885-60-5.